# NÖLB Uv
A NÖLB Uv egy keskenynyomközű szertartályosgőzmozdony-sorozat volt az Alsóausztriai Tartományi Vasutaknál (Niederösterreichische Landesbahnen, NÖLB).

## Története

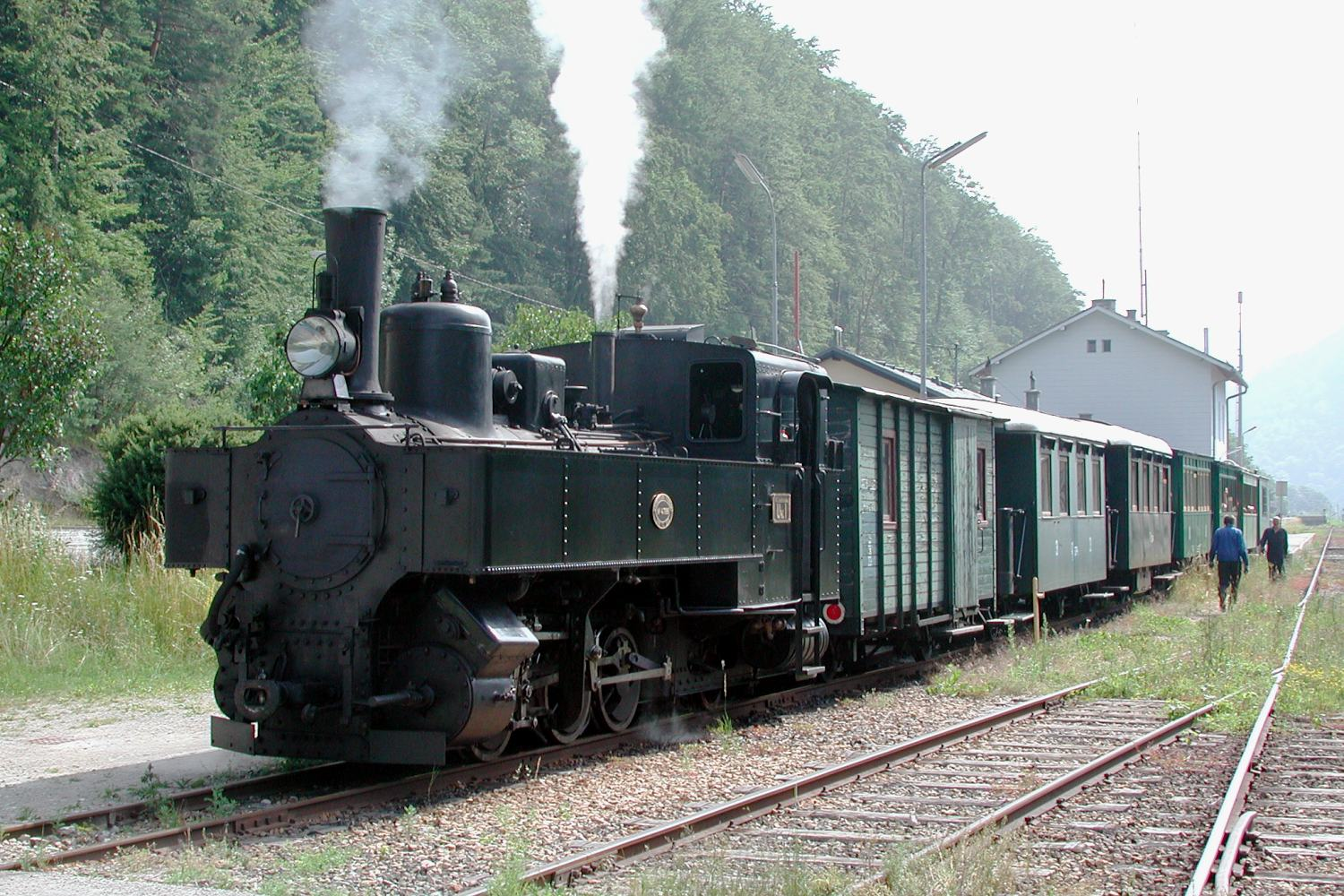
Uv.1 a Kienberg Gaming-i pályaudvaron

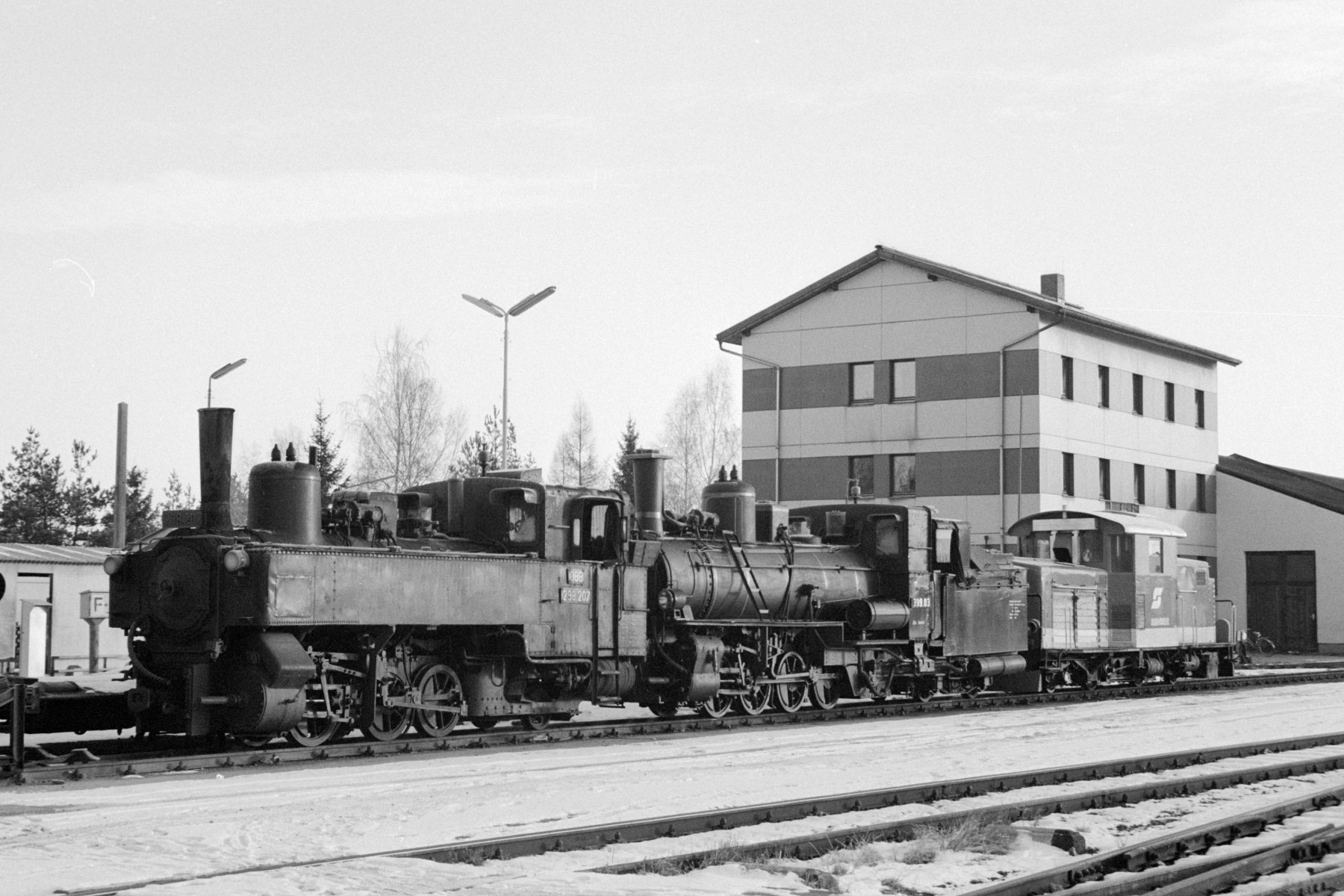
A 298.207 egy 399 és egy 2091 a Gmündi Fűtőházban

A NÖLB beszerzett 1903-ban és 1905-ben összesen három az U sorozaton alapúló erősebb mozdonyt kompaund gépezettel, Waldviertel Schmalspurbahnen és a Pielachtalbahn (a Mariazellbahn része) vonalaira. Ezekből az Uv sorozatnak nevezett mozdonyokból a kkStB és a Zillertalbahn, majd az első világháború után a Lengyel Államvasutak (PKP) is vásárolt.
Mindhárom NÖLB mozdony az ÖBB-hez került és ott 298,205-207 sorozat és pályaszám-besorolást kapott, és a Zillertalbahn mozdony is részben működőképesen megmaradt.

## Az Uv sorozat Lengyelországban
A kkStB 1904-ben  Przeworsk-Dynów vonalra beszerzett négy Uv sorozatú mozdonyt. Ezek közül már csak egy került átszámozásra a PKP-nál 1918 után. Az első világháborúban elvesztett mozdonyok pótlására a PKP 1925-ben utánépíttetett két db Uv sorozatú mozdonyt. 1945 után a PKP valamennyi keskenynyomközű vonalát egységesen 600, 750 és 1000 mm nyomközűvé építette át, a mozdonyok feleslegesé váltak és selejtezték őket.

## Az Uv sorozat Csehszlovákiában
Egy Uv sorozatú mozdony 1945 után a Jindřichův Hradec Schmalspurbahnen –ről /Neohaus/ (ma: Jindřichohradecké místní dráhy) a Csehszlovák Államvasutak (ČSD) állományába került U 37.101 pályaszámmal. 1950-ben visszakerült a BBÖ-höz 298.205 pályaszámmal. A mozdonyt megőrizték, s ma a Ybbsthalbahn-Bergstrecke. Museumsbahn állományába tartozik.

## Fordítás
Ez a szócikk részben vagy egészben  a   NÖLB Uv című német Wikipédia-szócikk fordításán alapul.  Az eredeti cikk szerkesztőit annak laptörténete sorolja fel. Ez a jelzés csupán a megfogalmazás eredetét és a szerzői jogokat jelzi, nem szolgál a cikkben szereplő információk forrásmegjelöléseként.